# Roadmaster
Roadmaster (titre original : From a Buick 8) est un roman fantastique américain écrit par Stephen King, publié le 24 septembre 2002 aux États-Unis puis en France le 4 février 2004 aux éditions Albin Michel.

## Résumé
Après la mort de son père Curtis, un policier victime d'un accident de la route, Ned Wilcox rend de fréquentes visites à la Compagnie D dont faisait partie son père. Sandy Dearborn, le chef de la compagnie, se prend d'affection pour le jeune homme et l'embauche pour l'été afin qu'il rende quelques services à la compagnie. Intrigué par une vieille Buick 8 Roadmaster qu'il a vu dans le Hangar B, Ned se renseigne à son sujet et Sandy décide de lui raconter l'histoire étrange de ce véhicule, qui fascinait particulièrement Curtis.
En 1979, au fin fond de la Pennsylvanie, un homme mystérieux vêtu de noir s'arrête - du moins le croit-on - faire le plein à une station service. Mais l'homme disparaît dans d'étranges conditions, obligeant la police, dont Sandy Dearborn, une nouvelle recrue, à venir enquêter à la station. La police doit mettre sous scellés la Buick Roadmaster abandonnée. C'est en voulant déplacer la voiture que les policiers constatent qu'elle n'est qu'une excellente reproduction de Buick : le volant ne tourne pas, le tableau de bord est factice, etc. C'est alors que dans le garage où est désormais entreposée la voiture (le Hangar B), de mystérieux phénomènes se déroulent : la température baisse parfois brusquement, des éclairs lumineux jaillissent de la voiture, et des plantes et animaux inconnus sortent de son coffre. Le policier Ennis Rafferty disparaît sans laisser de trace alors qu'il était dans le hangar, de même qu'un petit voyou arrêté par la compagnie. Il est suggéré dans le livre que la Buick est en fait un portail vers une autre dimension. D'autres membres de la compagnie se sentent parfois attirés par la Buick, mais les phénomènes étranges s'espacent de plus en plus avec les années, la puissance de la voiture semblant diminuer.
À la fin de l'histoire racontée par Sandy, Ned est persuadé que la Buick a un rapport direct avec la mort de son père. Pendant la nuit, il pénètre dans le hangar pour la détruire mais c'est en fait la Buick qui l'y a attiré. Sandy, saisi d'un pressentiment, arrive à temps pour sortir Ned de la voiture, alors qu'un portail s'ouvre pour les entraîner vers un autre monde. Les autres membres de la compagnie arrivent pour les aider et le portail se referme, non sans que Sandy ait eu le temps de voir de l'autre côté des objets appartenant à Rafferty et au voyou disparu. Lors de l'épilogue, Ned s'est engagé dans la compagnie et la Buick tombe lentement en ruine, Ned pensant qu'elle a dépensé ses dernières réserves d'énergie dans sa tentative pour l'aspirer dans sa dimension.

## Genèse
Stephen King a eu pour inspiration un voyage en voiture qu'il a fait en mars 1999. En effet, il s'est arrêté dans une station essence de Pennsylvanie et, pendant qu'il jetait un coup d'œil aux alentours, il a glissé et a failli tomber dans un cours d'eau. L'idée qu'il aurait pu ne jamais être retrouvé lui a inspiré le roman. Quelques mois plus tard, King a eu un grave accident lorsqu'il s'est fait renverser par une voiture. Bien que Roadmaster parle d'un accident de voiture fatal, King affirme qu'il n'a changé aucun détail de l'histoire pour la faire correspondre à ce qui lui est arrivé en réalité. Le titre original du roman est tiré d'une chanson de Bob Dylan From a Buick 6.

## Accueil et distinctions
Le roman est resté onze semaines sur la New York Times Best Seller list (dont une semaine à la première place), y apparaissant le 13 octobre 2002, directement à la première place. Le Publishers Weekly le classe à la onzième place des meilleures ventes de romans aux États-Unis en 2002.
En 2003, Roadmaster a été nommé au prix Bram Stoker du meilleur roman.

## Intertextualité
- Le modèle de la voiture est une Buick 8 Roadmaster bleue et blanche modèle 1958. Roadmaster est le second livre de Stephen King à donner « vie » à une voiture. En effet, l'un de ses romans les plus connus n'est autre que Christine, qui est une Plymouth Fury rouge et blanche également de 1958.
- Le portail ouvert par la voiture correspond à la description d'un espace vaadash tel que décrit dans La Tour sombre.

## Adaptation
Une adaptation cinématographique du roman, avec un scénario écrit par Richard Chizmar, devait être réalisée par Tobe Hooper, qui a déjà réalisé The Mangler et Les Vampires de Salem, mais un problème de financement a interrompu le projet en 2009.
En juillet 2018, il est annoncé que le roman est en projet d'adaptation par les studios Hyde Park Entertainment mais en décembre 2019, Renegade Entertainment, la société de Thomas Jane qui a joué dans trois films de Stephen King (Dreamcatcher : L'Attrape-rêves, The Mist et 1922), récupère les droits d'adaptation de Roadmaster.